# Michelle Downey
Michelle Downey är en amerikansk skådespelare. Hon är mest känd för rollen som den blinda Susanne "Sue" Goodspeed i TV-serien Lilla huset på prärien. Hon har även medverkat i Mork & Mindy, The Facts of Life och Father Murphy.